# 誠工社
株式会社誠工社は、兵庫県豊岡市に本社を置き、機械製造を行っている企業である。各種自動機器に組み込み、機器内部で切符、紙幣、プリペイドカードなどを移動させる処理を司るユニットに強く、ATMや自動改札機の搬送部分ではそれぞれ50%のシェアを持つ。
創業時は繊維機械の部品加工を行う工場であったが、繊維産業の衰退に伴い1960年代末にエレクトロニクス分野に転換、金融・鉄道関係の自動機器、大型プリンターに加えて医療関係の計測装置を主な業務としている。

## 沿革
後に社長となる伊原英二の父の友人が1943年に大阪で始めた鉄工所が起源である。1945年、大阪大空襲で工場が焼失したため、疎開先の豊岡で酒造会社の倉庫を借り再興された。豊岡は但馬ちりめんの産地であったことから、当初は繊維機械の部品製造を行っていた。戦後の衣料不足により繊維産業には高い需要があり、同社の工場も活況を呈していた。
1963年には株式会社誠工社となり、1967年には伊原英二が入社した。伊原はそれまで朝日新聞社や京都市役所で働いていたが、この年に郷里に戻り、常務として経営に加わった。この頃繊維業界は一転して不況に見舞われており、伊原は社長以下全従業員が反対する中、エレクトロニクス事業への転換を強行した。伊原は新聞社時代の知人を介して大手メーカーとの取引を試み、要員をメーカーに派遣して電気機器の部品製造の知識を獲得しようとした。しかし高度成長を背景に、優秀な人材は都市へ流出していく時代で、同社の中卒の従業員は図面を読む能力もなく、困難が続いた。
1973年、伊原は社長に就任、この年には本社と新工場も完成した。社長となった伊原は反対者を整理し、さらにエレクトロニクス事業を推し進めた。オイルショック後は大手企業が採用を手控えるようになったことから、地方で求職する若者も増え、1976年頃には同社でも高学歴者を採用できるようになった。採用した人材は富士通や立石電機へ研修に送り出し、研修費は多い年で5000万円に達した。
こうした積極的な人材育成策により、1980年にはコンピューター関連部品を受注するようになり、後に始めたATM、自動改札機の搬送部では高いシェアを持つ企業に成長した。

## 事業所
- 神美事業所 - 兵庫県豊岡市神美台